# Oz the Great and Powerful
Oz the Great and Powerful är en amerikansk äventyr-fantasy från 2013, regisserad av Sam Raimi med bl.a. James Franco, Mila Kunis, Rachel Weisz och Michelle Williams i rollerna. Filmen är en så kallad prequel till Trollkarlen från Oz (1939) där man får se när Oscar Diggs kommer fram till landet Oz för första gången. Filmen hade Sverigepremiär den 15 mars 2013.

## Handling
Lurendrejaren Oscar Diggs (James Franco) är en obetydlig cirkustrollkarl som lever i Kansas 1905. En dag när han försöker fly från trubbel i sin luftballong dras han in i en tornado som för honom till landet Oz. Han tror att hans lycka är gjord och att här väntar berömmelse och rikedom. Men när han träffar häxorna Theodora (Mila Kunis), Evanora (Rachel Weisz) och Glinda (Michelle Williams) blir han indragen till ett äventyr han inte hoppades på.

## Rollista
| James Franco      | – Oscar "Oz" Diggs                          |
| Mila Kunis        | – Theodora / den onda Häxan från Väst       |
| Rachel Weisz      | – Evanora / den onda Häxan från Öst         |
| Michelle Williams | – Glinda, den goda Häxan från Söder / Annie |
| Zach Braff        | – Finley / Frank                            |
| Bill Cobbs        | – Master Tinker                             |
| Joey King         | – China Girl / flicka i rullstol            |
| Tony Cox          | – Knuck                                     |
| Stephen R. Hart   | – winkie-general                            |
| Abigail Spencer   | – May                                       |
| Bruce Campbell    | – winkie-väktare                            |